# Tomé Rodrigues Nogueira do Ó
Thomé Rodrigues Nogueira do Ó (Funchal, Ilha da Madeira, 1674 — Baependi, 2 de agosto de 1741) foi um bandeirante, fundador de Baependi.

## Vida pública e seus descendentes
Filho de António Nogueira e Francisca Fernandes do Vale, chegou ao Brasil por volta de 1700, estabelecendo-se no Vale do Paraíba paulista, onde se casou com Maria Leme do Prado.
Lutou, em 1711, em Parati, expulsando os franceses, descendo de Lorena, onde residia e era capitão de Infantaria do Distrito de Piedade. Tomé e sua tropa seguiram a pé descendo a serra até Parati, surpreendendo os franceses que esperavam o ataque vindo por mar.
Foi ordenado, em 1714, sargento-mor comandante da Companhia de Ordenanças da Mantiqueira ao Rio Grande, no "Caminho Velho", e feito cobrador de Quintos do Ouro no Registo da Mantiqueira, em 1718.
Nomeado capitão de ordenanças da região de Taubaté, Pindamonhangaba e Guaratinguetá, em 3 de setembro de 1714.
Nomeado Sargento-mor de ordenanças do “Caminho Velho”, em Minas Gerais, em 26 de setembro de 1717. Neste documento é descrito a ação de Tomé Nogueira em Parati.
Nomeado Sargento-mor de ordenanças em Baependi, em 30 de abril de 1723.
Em 7 de janeiro de 1737, escreveu uma carta ao governador de Minas Gerais relatando ter resgatado duas moças e uma criança, sequestradas e enviadas a um quilombo, cujos pais foram assassinados por quilombolas da região de Baependi.
Estabeleceu-se em Baependi, por volta de 1713, com outros pioneiros mineradores vindos de Taubaté e região, dedicando-se a lavra de ouro em garimpos. Teve nove filhos, sendo ancestral de Oswald de Andrade, Raul Pompéia, Cândido Mota Filho, Roberto Simonsen, Walter Clark, Nelson Motta, Yolanda Penteado, Marquês de Baependi, Brás Carneiro Nogueira da Costa e Gama, conde de Baependi, Manuel Jacinto Carneiro da Costa e Gama, barão de Juparanã, Francisco Nicolau Carneiro Nogueira da Costa e Gama, barão com honras de grandeza de Santa Mônica, este futuro genro do Duque de Caxias, Barão do Bananal, Barão de Ataliba Nogueira.
É também antepassado do estilista Marquito (Marcos Vinícius Resende Gonçalves), dos políticos Oswaldo Aranha, Heitor Teixeira Penteado, José Paulino Nogueira, Cândido Nogueira da Mota, Eduardo Suplicy, Paulo Nogueira Filho, José Bonifácio Coutinho Nogueira, Francisco de Assis Nogueira, fundador de Assis (São Paulo), Pedro Ramos Nogueira, o primeiro e único barão de Joatinga, do empresário Mário Wallace Simonsen e do historiador Pedro Calmon. É oitavo avô de José Luiz Nogueira,  pesquisador de História e Genealogia que ocupa o cargo de Diretor do IHGGI - Instituto Histórico, Geográfico e Genealógico de Itapetininga